# 에우크군

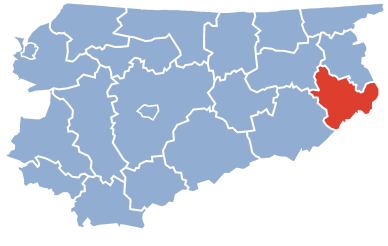
바르미아마주리주 지도에 표시된 에우크군의 위치

에우크군(폴란드어: powiat ełcki)은 폴란드 바르미아마주리주에 위치한 군으로 군청 소재지는 에우크이며 면적은 1,111.87km2, 인구는 91,446명(2019년 기준), 인구 밀도는 82명/km2이다.
북쪽으로는 올레츠코군, 북동쪽으로는 포들라스키에주 수바우키군, 동쪽으로는 포들라스키에주 아우구스투프군, 남쪽으로는 포들라스키에주 그라예보군, 서쪽으로는 피시군, 기지츠코군과 접한다. 5개 지방 자치체(1개 도시, 4개 농촌)를 관할한다.

군기
군 문장